# Eamont (rivière)
L'Eamont est une rivière anglaise coulant dans le comté de Cumbria, et un affluent gauche du fleuve l'Eden.

## Géographie
De 8 km de long

## Affluents
- la rivière Lowther (rd[note 1]) 15 km

## Hydrologie
Son régime hydrologique est dit pluvial océanique.